# Deutsche Welle
Deutsche Welle (досл. укр. «Німе́цька хви́ля») — німецька державна радіостанція та телеканал, яка мовить на закордоння. Член суспільно-правового телерадіоконсорціуму ARD. Правління розміщене в Бонні, телевізійний підрозділ DW-TV розташований у Берліні. Німецька хвиля транслює радіо- й телепередачі, а також має інтернет-пропозиції тридцятьма мовами, зокрема й українською.
«Німецька хвиля» заснована 3 травня 1953 року. До 2003 року станція базувалася в Кельні, проте на 50-річчя центр трансляції перемістився до Бонна в нім. Schürmann-Bau («Будівля Шюрманна»), у Боннському міжнародному діловому кварталі (урочистості відбулися 27 липня).
За часів існування СРСР і «холодної війни», «Німецька хвиля» була одним із провідних західних радіо-ЗМІ, що передавала вільну інформацію мовами народів СРСР про життя в «Країні Рад» та у вільному світі, що придушувалася радянською цензурою. На території Радянського Союзу передачі «Німецької Хвилі» «глушилися» засобами активної радіоелектронної боротьби («шумотрон»), а саму радіостанцію радянська пропаганда прилічувала до так званих «Ворожих голосів».

## Історія
3 травня 1953 року «Німецька хвиля» вперше вийшла в радіомовлення німецькою мовою. З привітання «Дорогим землякам у всьому світі» тоді звернувся перший федеральний президент Німеччини Теодор Хойс. 11 червня 1953 року між членами співдружності громадсько-правових радіостанцій (ARD) підписується договір про заснування радіостанції Deutsche Welle на коротких хвилях.
Відповідальними за мовлення радіостанції були Північно-західнонімецька радіостанція (NWDR) та Західнонімецька радіостанція (WDR) у Кельні. Вже через рік Deutsche Welle вела програми англійською, французькою, іспанською, португальською та польською мовами.
26 жовтня 1960 року, німецький парламент ухвалив закон про заснування радіостанцій «Німецької хвилі» від 29 листопада 1960 р., у ньому йшлося, що радіостанція повинна транслюватися на коротких хвилях для Німеччини та всієї Європи. 16 грудня 1960 року закон набув чинності, відповідальність за мовлення Deutsche Welle з NWDR та WDR була скасована. Однак «Німецька хвиля», яка розташовувалась у Кельні, 7 червня 1962 року приєдналась до ARD, тому зв'язок між ними відновився.
1962 року програма радіо розширилась. Додатково передачі «Німецької хвилі» виходили перською, турецькою, російською, чеською, словацькою, угорською, сербською та хорватською мовами.
З 1963 р. мовлення велось мовою суахілі для жителів Африки, а також індонезійською, болгарською, румунською та словенською мовами. Цього ж року програми Deutsche Welle почали виходити на телебаченні. З 1964 р. «Німецька хвиля» вела мовлення грецькою, італійською, гінді та урду (офіційна мова Пакистану), а з 1970 афганськими мовами пушту та дарі. 1974 р. група Stieldorf спроєктувала та розпочала роботи з будівництва в Кельні радіостудії для Deutsche Welle та DLF, відкриття якої відбулося 1980 року.

## DW українською
Розділ DW українською з українськомовною новинною стрічкою та українськомовними радіопередачами з'явився на сайті організації 27 березня 2000 року 2011 року DW українською припинило радіомовлення українською, яке до цього велося на коротких хвилях..
Після Революції гідності 2013 року, німецьке керівництво DW значно розширило свою діяльність в Україні, зокрема відкрили власний корпункт у Києві; до цього, як і більшість світових ЗМІ, новини про Україну зі зазвичай дуже упередженим висвітленням, створювали переважно російські журналісти з корпункту у Москві. Також тоді ж 2013 року підрозділ DW українською розпочав власний однойменний україномовний телеканал з різноманітними інфомаційно-просвітницькими телепрограмами, що стали поширюватися за технологією OTT в Youtube (канал не мовить наживо цілодобово, а лише мовить менше години на добу в запису). Окрім того DW українською збільшила присутність у соцмережах та створили сторінки DW українською на Facebook та Twitter.
Після початку повномасштабної війни тема України перебуває у фокусі уваги Deutsche Welle та її української редакції, свідченням чого є поява на вебсайті компанії протягом кінця лютого 2022 р. – червня 2023 р. близько 5000 матеріалів (статті, звіти, інтерв’ю, відео тощо) на українську тематику.

## Керівництво
Керівництво установою здійснюють:
- Рада Німецької хвилі ('Rundfunkrat), 2 члени якої призначаються Бундестагом і Бундесратом, 3 - федеральним урядом (наразі ними є статс-секретарі міністерства закордонних справ і міністерства економічного розвитку та співробітництва, уповноважений Федерального уряду з питань культури та масової інформації), по одному від євангелічної та католицької церков Німеччини, також по одному представнику надають Центральна рада Євреїв Німеччини, Федеральний союз підприємців, профспілки, Німецький спортивний союз, Німецька рада з культури, Німецька академія мови та літератури, Конференція ректорів вищих навчальних закладів та товариства InWЕnt[4];
  - Комітет із програм (Programmausschuss);
  - Комітет з дистрибуції (Ausschuss Distribution);
  - Комітет Академії Німецької хвилі ('Ausschuss DW Akademie);
- правління ('Verwaltungsrat), яку призначала Рада Німецької хвилі;
- директор (Intendent), призначається радою Німецької хвилі.

Планування завдань Німецької хвилі на трирічний період проходить процес схвалення Бундестагом.

### Директори
- Крістоф Ланц (з 2002)

## Відділи
- Адміністративна дирекція (Verwaltungsdirektion) (адміністративно-управлінський персонал)
- Юридичний департамент (Justitiariat)
- Програмний директорат (Programmdirektion)
  - Відділ планування
  - Відділ Росії та Східної Європи
  - Відділ Туреччини
  - Відділ Європи
  - Відділ Близького та Середнього Сходу
  - Африканський відділ
  - Відділ новин
  - Відділ політики та суспільства
  - Відділ культури
  - Відділ спорту
  - Відділ економіки, науки та освіти
  - Головний редактор
    - Вашингтонська студія
    - Студія в Брюсселі
    - Студія в Москві, розпочала роботу у 2015 році в оновленому приміщенні[6], закрита 3 лютого 2022 року, а акредитацію її співробітників відкликано
    - з 8 березня 2022 року студія в Ризі[7].
- Директорат дистрибуції та технологій (Direktion Distribution und Technik)[8]

## Фінансування
- Фінансується з державної скарбниці Німеччини[9] по 270-280 млн євро щорічно[10], допускається залучення спонсорських коштів і пожертвувань.

## Профспілки
На 2010 рік загальний штат DW становив 1,5 тисячі осіб. Працівники Німецької Хвилі утворюють Мовну спілку ДВ (Senderverbandes DW). Також існує виробнича група Німецької спілки журналістів на Німецькій Хвилі ( DJV-Betriebsgruppe in der DW), а також загальна рада трудового колективу Німецької Хвилі (Gesamtpersonalrats der DW), місцева рада трудового колективу Німецької Хвилі в Бонні (Örtliche Personalrat der DW in Bonn) і місцева рада трудового колективу Німецької Хвилі в Берліні.

## Членство
З моменту свого заснування установа є членом міжнародної організації «Європейського союзу радіомовлення». Директор Німецької Хвилі має право брати участь у загальних зборах Робочого співтовариства державних установ радіомовлення ФРН з правом вирішального голосу, при цьому він жодного разу не був головою співтовариства.

## Активи
Установі належать:
- радіобудинок у Бонні, з якого ведеться радіомовлення і виходять випуски відеогазети «ДВ (Нахріхтен)», розповсюдження радіопередач за допомогою радіохвиль здійснював радіоцентр у Юліху (Kurzwellenzentrum Jülich'), що належить Deutsche Bundespost;
- телецентр у Берлін, з якого ведеться телемовлення, поширення радіопередач.
- товариство з обмеженою відповідальністю «ДВ Медіа Сервісес» (DW Media Services GmbH)[12]

## Цензура
28 жовтня 2021 року сайт каналу «Німецька хвиля» було заблоковано в Білорусі, це було пояснено звинуваченням у поширенні сайтів на матеріали, визнані екстремістськими білоруським судом. У березні 2022 року суд Центрального району Мінська визнав екстремістськими матеріалами Telegram-канал «DW Білорусь» та логотип Deutsche Welle. У квітні 2024 року Міністерство внутрішніх справ Республіки Білорусь оголосило «DW Білорусь» екстремістським формуванням.
3 лютого 2022 року, російська влада заборонила мовлення в Росії німецької медіакорпорації «Німецька хвиля», позбавила її кореспондентів акредитації та закрила корпункт у Москві. Це зроблено у відповідь на заборону мовлення у Німеччині державного російського телеканалу RT.

## Цифрове мовлення DW
Цифрове супутникове мовлення
- Транспондер 11627 (супутник Astra 1M) - DW TV[17]
- Транспондер 12380 (супутник Astra 4A) - DW (Deutsch)[18]
- Транспондер 11977 (супутник Nilesat 201) - DW Arabia[18]